# Henry Gowa
Henry Gowa (geboren 25. Mai 1902 in Hamburg; gestorben 23. Mai 1990 in München) war ein deutscher Maler und Bühnenbildner.

## Leben

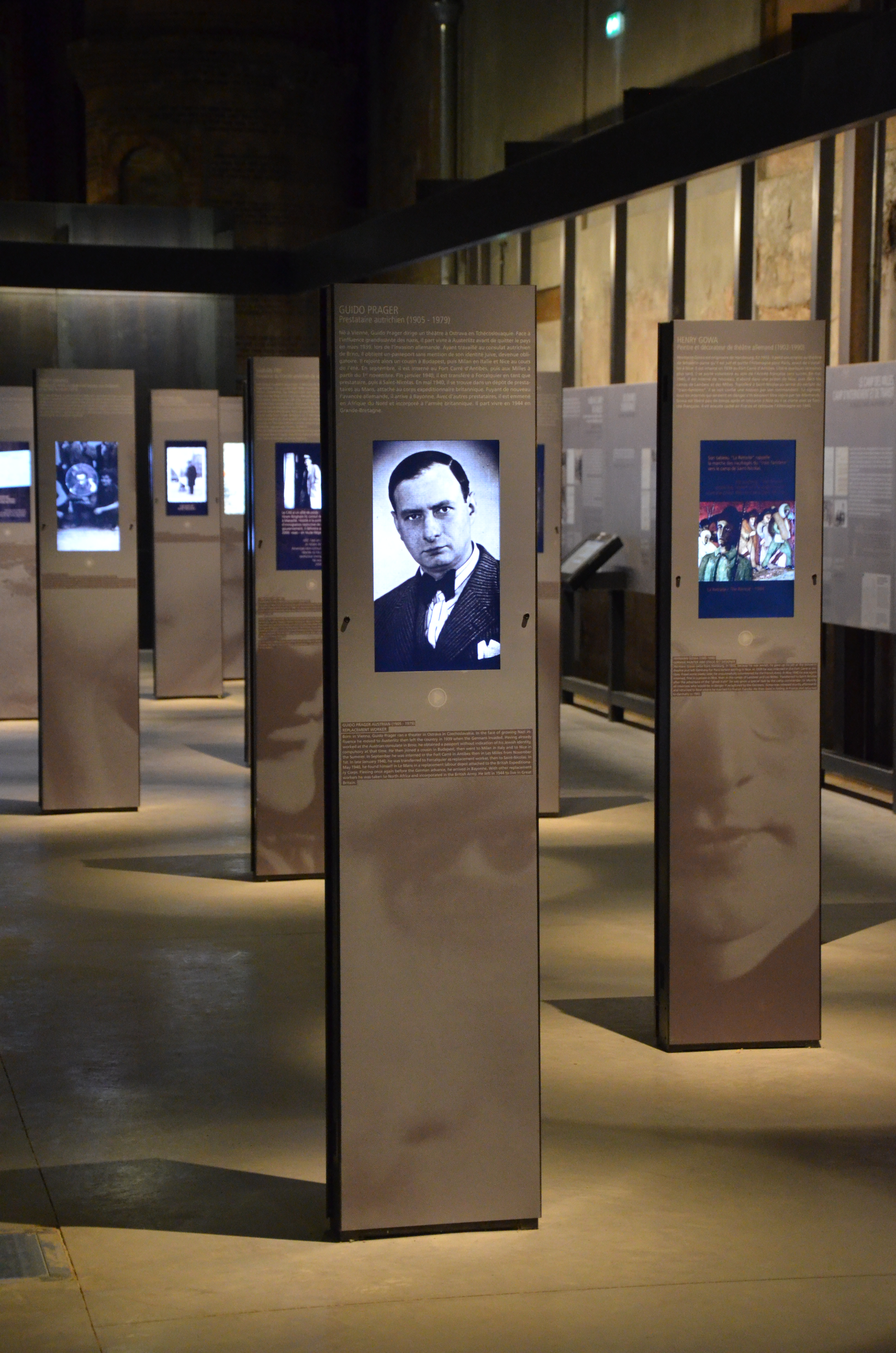
Henry Gowa in memoriam in Les Milles

Gowa wurde als Hermann Gowa in Hamburg geboren. Nach einem Studium in München konnte er sich als Bühnenbildner profilieren und war in München, Leipzig und ab 1928 am Frankfurter Künstlertheater tätig. Gowa heiratete 1929 die Kunsthistorikerin Sabine Spiero, Tochter von Heinrich Spiero, die Ehe wurde 1936 im Exil geschieden. In zweiter Ehe war Gowa mit der Französin Annie Roussel verheiratet, sie hatten drei Kinder.
1931 widmete ihm der Galerist Ludwig Schames eine Ausstellung, wo seine Bilder und Bühnenbildentwürfe erstmals in einer Einzelausstellung gezeigt wurden. Mit der Machtübernahme der Nazis emigrierte Gowa nach Paris und wurde im Lauf der Kriegshandlungen interniert. Aus Abscheu über seinen Namensvetter Hermann Göring wechselte er seinen Vornamen in Henry. Durch seine Kontakte zur Résistance konnte Gowa sich in einem südfranzösischen Bergdorf verstecken und entging der Shoa.
Nach 1945 wurde Gowa zunächst Leiter der Schule für Kunst und Handwerk in Saarbrücken, wohin er Frans Masereel berief. Später wurde er Direktor an der Werkkunstschule in Offenbach am Main (heute Hochschule für Gestaltung), an der er wesentlich zu deren Internationalisierung beitrug, u. a. durch mehrere Ausstellungen wie „Die junge Malerei Frankreichs“ (Offenbach u. a., 1955), „Die junge deutsche Malerei“ (Paris, 1955). Gowa wurde Generalkommissar für die deutsche Abteilung der Biennale. 1959 erhielt er das Bundesverdienstkreuz verliehen. 1965 übersiedelte er nach Berlin, wo er sich zunächst am Wannsee, später am Kaiserdamm ein Atelier einrichtete. 1985 zog er nach München. Seinen Lebensabend verbrachte er in Oberschleißheim, wo sein Nachlass aus 1200 Werken eingelagert war. Dieser befindet sich jetzt als Dauerleihgabe im Ludwig Meidner-Archiv des Jüdischen Museums Frankfurt. Teile des szenografischen Nachlasses liegen in der Theaterwissenschaftlichen Sammlung der Universität zu Köln.

## Werk
Gowa war erst ein Bewunderer Cézannes und wurde im Exil durch die Protagonisten der Avantgarde in Frankreich geprägt, die er persönlich kennenlernte, wie Bonnard, Chagall, Matisse und Picasso. Nach dem Krieg suchte er vermehrt nach universelleren Ausdrucksformen, es entstanden abstrakte Kompositionen im Spannungsfeld zwischen explosiver Dynamik und ausgeglichener Harmonie.

## Schriften (Auswahl)
- Gowa, H. Henry: Matisse, Gemälde 1939–1946, 1947
- Gowa, H. Henry: Impressionen von Nizza: Sommer 1947, 1948
- Gowa, H. Henry: Texte und Kritiken, 1984